# Film i Tyskland

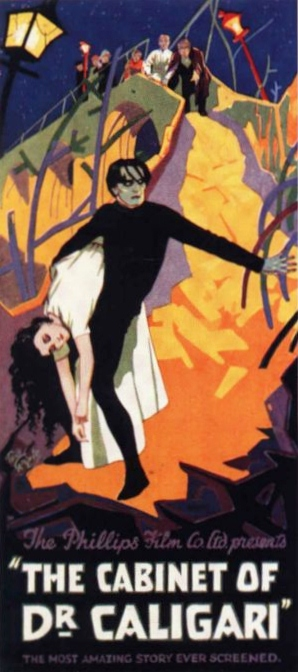
Filmaffisch för Dr. Caligaris kabinett (1920).

Tyskland har en lång och varierande filmhistoria. De första filmerna spelades in av bröderna Skladanowky och visades första gången den 1 november 1895. Tysklands första biograf öppnade i juli 1896 på Unter den Linden i Berlin. Den första långfilmen, In dem grossen Augenblick (av Urban Gad och med Asta Nielsen) hade premiär den 11 augusti 1911. 1913 producerade man 49 långfilmer. Den första ljudfilmen, Melodie der Welt (av Walter Ruttmann, visades första gången den 12 mars 1929.
Tysk film hade under 1920-talet en andra storhetstid med filmer som Metropolis (av Fritz Lang) och Den blå ängeln (av Josef von Sternberg). Under nazistregimen på 1930-talet flydde 800 tyska filmarbetare (producenter, regissörer, manusförfattare, fotografer, skådespelare etc) till USA samtidigt som filmen användes propagandamedium med filmer såsom Leni Riefenstahls Viljans triumf.
Under 1960-talet blommande så en ny filmera upp med regissörer som Rainer Werner Fassbinder, Werner Herzog och Volker Schlöndorff. De arbetade utefter Oberhausen-manifestet där man ville skapa en ny spännande tysk film. Manifestet blev startpunkten för den nya tyska filmen som fanns under 1960- och 1970-talet.
Under senare år har den tyska filmen stundtals kritiserats för att ha förlorat i kraft. Men man har samtidigt gjort flera kritikerrosade filmer som rönt uppskattning internationellt, exempelvis Good Bye, Lenin!, Experimentet, Spring Lola med flera.

## Pionjärtiden

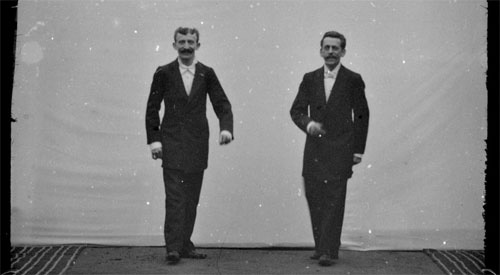
Bröderna Skladanowsky

Bröderna Skladanowsky (1863–1939 respektive 1866–1945) utvecklade en filmprojektor mellan 1892 och 1895 och kallade den för bioskop. Den använde sig av två filmremsor som samtidigt gick med åtta bilder i sekunden. För varje bild växlade projektorn mellan de två remsorna. Nästan två månader innan bröderna Lumières visning i Paris, visade bröderna Skladanowsky den 1 november 1895 sina minutlånga filmer i ett femton-minuters program på Wintergarten i Berlin.
Det otympliga projektionssystemet försvann snabbt, men de hann spela in den första filmen på svensk mark, Komische Begegnungen im Tiergarten zu Stockholm i augusti 1896. Wim Wenders film Die Gebrüder Skladanowsky, inspelad 1996 med en kamera från 1920-talet, innehåller Skladanowskys bevarade filmer.
Några andra pionjärer inom tysk filmproduktion var kameramannen och uppfinnaren Guido Seeber (1879–1940), uppfinnaren, kameramannen, producenten Oskar Messter (1866–1943), regissören Urban Gad (1879–1947), skådespelaren Asta Nielsen (1881–1972), skådespelaren Henny Porten (1890–1960), skådespelaren Karl Valentin (1882–1948), skådespelaren, regissören Franz Hofer (1882–1945), skådespelaren, regissören Ernst Lubitsch (1892–1947) och regissören, producenten Joe May (1880–1954).

### Ufa och Babelsberg
Universum Film AG, mer känt som Ufa, var en av världens stora filmkoncerner fram till andra världskriget. Ett första steg till grundandet av Ufa var Bild- und Filmamt (Bufa) som grundades 13 januari 1917 av den tyska generalstaben (Oberste Heeresleitung).

## Weimarrepubliken (1918–1933)

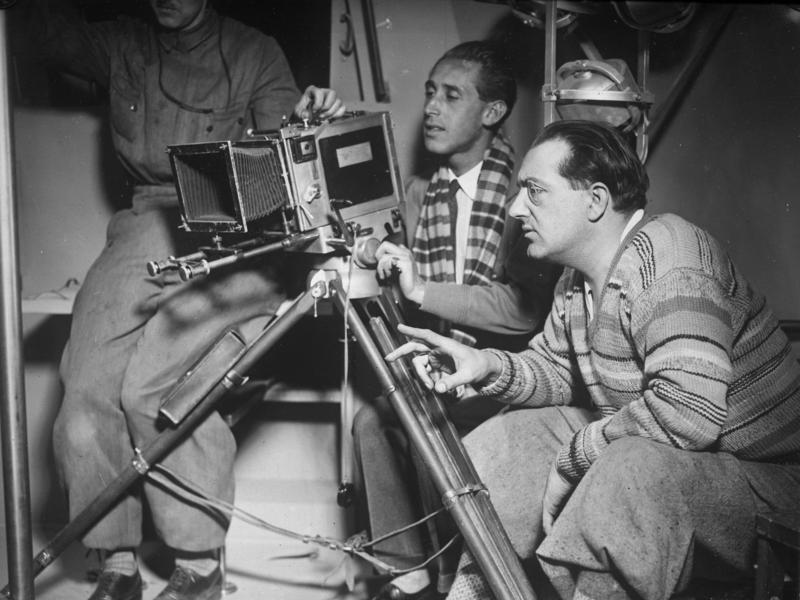
Fritz Lang under en filminspelning 1929.

De stora regissörerna Fritz Lang och Josef von Sternberg gjorde några av sina mest kända filmer hos Ufa. Filmstaden i Babelsberg utanför Berlin var Europas Hollywood och togs efter andra världskriget över av Östtysklands filmbolag DEFA. Ufa har även blivit känt för sin stora biografer - Ufa Filmpalast. Då Tyskland på grund av kriget till stora delar var stängt för import hade den nya koncernen ideala utgångspositioner för erövrandet av den tyska hemmamarknaden.
Från 1922 hade Ufa stora ateljéer i Potsdam-Babelsberg och Berlin-Tempelhof till förfogande, som byggdes ut 1926 genom byggandet av Europas då största ateljéhall. Efter att Erich Pommer blivit chef för alla produktionsområden och upptäckte och byggde upp ett flertal stjärnor, bland dem Emil Jannings, Pola Negri, Conrad Veidt och Lya de Putti, fick Ufa ytterligare ett uppsving. 
Under 1920-talet blev Tyskland en av den amerikanska filmens största utmanare på världsmarknaden. Särskilt stark var den tyska expressionismen och skräckfilmen, med filmer som Der Golem (1915 och 1920), Dr. Caligaris kabinett (1920) och Nosferatu (1922). Senare filmer i genren är Metropolis (1927) och M (1931), som båda regisserades av Fritz Lang.
Efter expressionismens storhetstid kom också socialt realistiska filmer som Pandoras ask (1929) och naturromantiska bergsbestigarfilmer. I sådana fick senare propagandafilmregissören Leni Riefenstahl sitt genombrott som skådespelerska. Med ljudfilmens intåg kom också musikaler som Josef von Sternbergs Blå ängeln, som gjorde Marlene Dietrich internationellt känd.

## Film i Nazityskland (1933–1945)

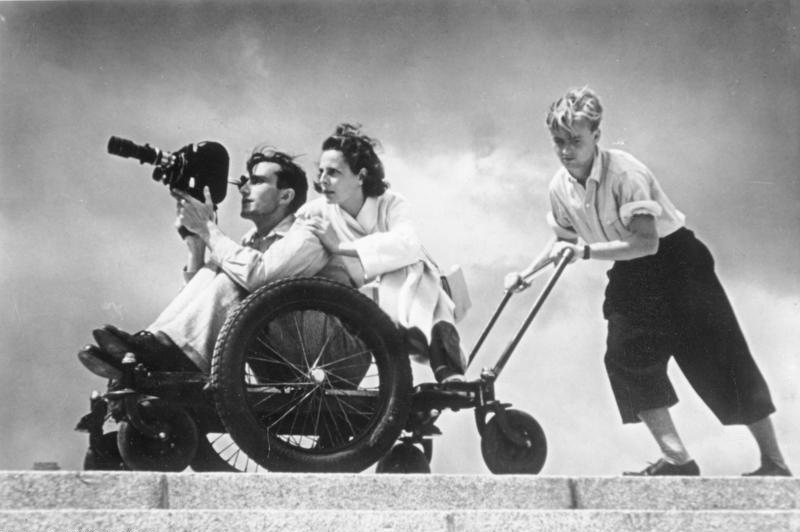
Leni Riefenstahl under inspelningen av Den stora olympiaden.

Under Nazityskland flyttade många tyska filmskapare utomlands, främst till USA, och många av dessa kom att arbeta i Hollywood, såsom Fritz Lang, Karl Freund och Billy Wilder och kom att sätta sina spår i Hollywoodfilmen, inte minst i de av Universal under 1930-talet producerade skräckfilmerna, såsom Dracula (1931), på vilken Karl Freund arbetade som filmfotograf.
Naziregimen insåg filmens propagandistiska potential. Adolf Hitler och hans propagandaminister Joseph Goebbels inrättade tidigt ett filmdepartement. Man hade också en filmskola som utbildade filmmakare och alla filmmakare och skådespelare var tvungna att vara medlemmar i en branschorganisation. Man producerade dokumentära propagandafilmer som Leni Riefenstahls Viljans triumf (1935) och Den stora olympiaden (1938) samt antisemitiska filmer som Den evige juden och Jud Süss (båda 1940).
Majoriteten av filmerna var dock lättsam underhållning som musikaler och nationalromantiska dramer. I de senare genrerna var svenska Zarah Leander respektive Kristina Söderbaum stora stjärnor. Söderbaums filmer regisserades oftast av maken Veit Harlan. Det faktum att många talangfulla filmskapare flytt landet och att många andra blivit bannlysta på grund av politisk opålitlighet drabbade dock filmproduktionen och antalet produktionsbolag minskade kraftigt.

## Efter andra världskriget (1945–1990)
Efter andra världskriget kom många av de professionella filmskapare som arbetat för naziregimen att misstänkliggöras för att ha hjälpt nazisterna. Bland annat Veit Harlan kom att ställas inför rätta men blev dock frikänd. Det gjorde det dock svårare för många av dem att få jobb. Stora filmbolag som Universum Film AG (Ufa) lades ner och även dessas icke-politiska filmer kom att få svårare att finna distribution utomlands.
Importkvot gällande utländsk film togs bort men tyskproducerad film kom ändå att fortsätta ha en stark ställning på den tyska marknaden. Många av filmerna var inspirerade av de italienska neorealistiska filmerna. De tyska filmer som gjordes direkt efter kriget kallas Trümmerfilme (ruinfilmer) och tar sig an livet i efterkrigstidens Tyskland och de föregående åren. Den första tyska filmen efter kriget var Wolfgang Staudtes Mördarna finns mitt ibland oss från 1946.

### Film i Västtyskland
Filmen i Västtyskland efter kriget kom under 1950-talet att domineras av komedier, romantiska filmer och filmer om äldre tider med folklore, så kallade Heimat-filmer och schlagerfilmer. Heimatfilmernas framgång började med den första tyska färgfilmen efter kriget, Schwarzwaldmädel, som hade premiär 1950. Andra framgångsrika filmer i genren var Grün ist die Heide (1951), Wenn die Abendglocken läuten (1951) och Der Förster vom Silberwald (1954). Under 1950-talet kom över 300 sådana filmer att göras. Filmerna lockade en biopublik från vardagen med sina oförstörda landskap, ofta Alperna eller Schwarzwald. Filmerna är konservativa.
Schlagerfilmen som genre kan ses som ett västtyskt svar på den amerikanska ungdomskultur och dess rock'n'roll-filmer. Filmernas handling står i bakgrunden för de sång- och dansnummer som är med i dem. Kvalitetsfilmer från denna period var bland andra Die Sünderin med Hildegard Knef och Die Brücke (1959). Mädchen in Uniform från 1958 med Romy Schneider i rollen som en internatelev som förälskar sig i sin lärare var otypisk för sin tid. Den tyska filmen var isolerad, den såldes inte utomlands och samarbeten med andra länder var ovanliga. Samtidigt hade den en blomstringsperiod sett till antalet biografer och antalet besökare.
1960-talets västtyska filmer var i regel konventionella genrefilmer som vänstern, agentfilmer men även sexfilmer. Bland de mest framgångsrika filmer var serier baserade på böcker av Karl May (Winnetou) och Edgar Wallace. Filmerna standardiserades och var billiga att producera men kritiserades för att vara anspråkslösa. Tyska filmbolag var också med i samproduktioner, däribland så kallade spaghettivästernfilmer.

#### Den nya tyska filmen
se även Den nya tyska filmen
Under 1960-talet blommade så en ny filmgeneration upp med regissörer som Rainer Werner Fassbinder, Werner Herzog, Volker Schlöndorff och Margarethe von Trotta. De arbetade utifrån Oberhausen-manifestet där man ville skapa en ny okonventionell och mer utmanande tysk film. "Papas Kino is tot!" (Pappas film är död!) löd slagordet. Alexander Kluges Abschied von gestern från 1966 blev startskottet för den nya tyska filmvågen.

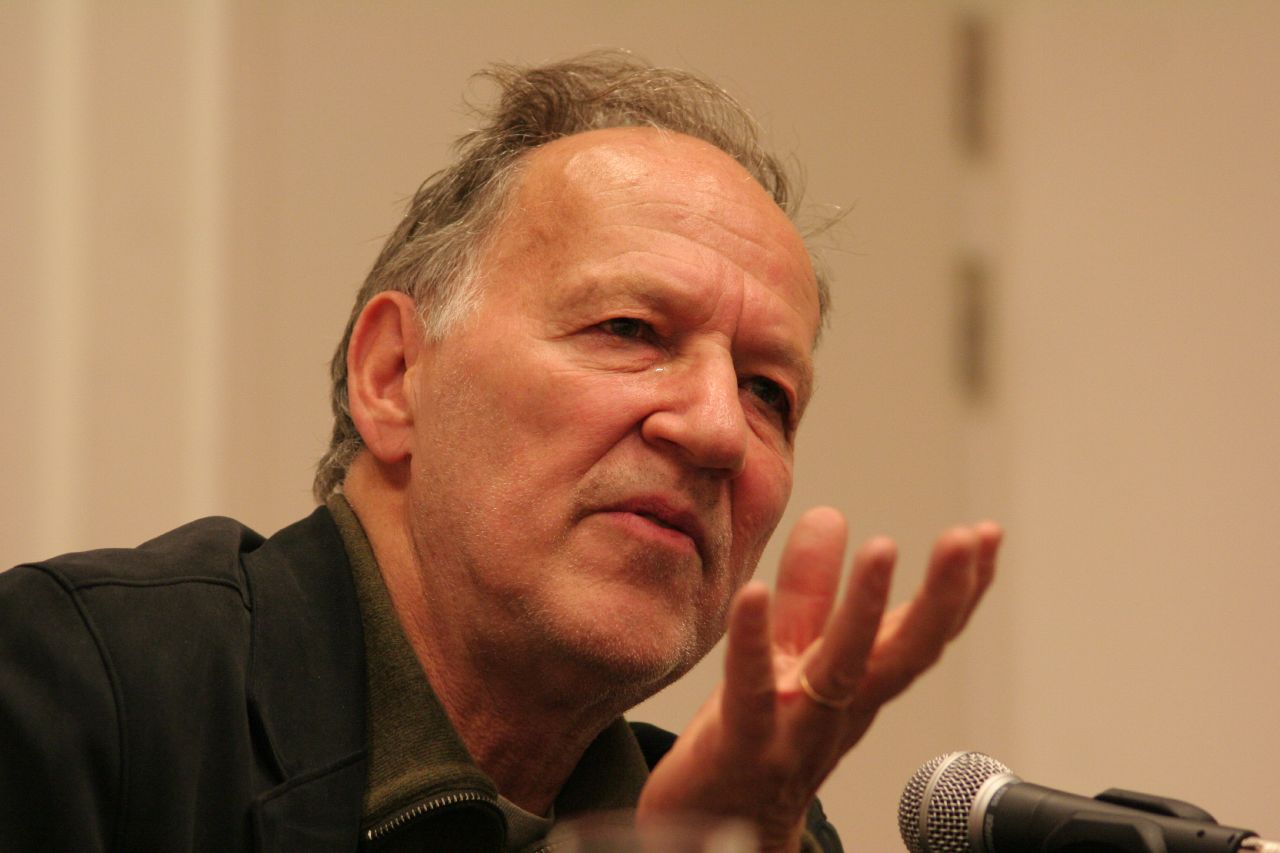
Werner Herzog

Under 1970-talet kom en rad filmer som rönte internationell uppmärksamhet. Wim Wenders fick sitt genombrott med Den amerikanske vännen 1977. Volker Schlöndorff och Margarethe von Trotta gjorde Katharina Blums förlorade heder (1975) och Schlöndorff  Blecktrumman som fick pris som bästa utländska film vid Oscarsgalan 1980. Vid Filmfestivalen i Berlin 1980 premiärvisades Helma Sanders-Brahms uppmärksammade film Tyskland, bleka moder.
Rainer Werner Fassbinder var oerhört produktiv med filmer som Petra von Kants bittra tårar, Rädsla urholkar själen och Maria Brauns äktenskap. Fassbinder deltog även i projektet Deutschland im Herbst tillsammans med andra regissörer som tog upp Tyskland efter hösten 1977:s terrorattacker. I slutet av 1970-talet verkade även Ingmar Bergman i Västtyskland. Tyskland har medverkat i flera internationella storproduktioner, ofta tillsammans med Frankrike och/eller Italien. Ingmar Bergmans Fanny och Alexander är ett exempel på detta. I Tyskland gjorde han filmerna Ormens ägg 1977 och Ur marionetternas liv 1980.

#### 1980-talet
1980-talet innebar att en ny generation filmare kom fram och perioden utmärker sig genom storproduktioner; 1981 kom den internationella succéfilmen Das Boot, i regi av Wolfgang Petersen, om en tysk ubåtsbesättning under andra världskriget. Filmen nominerades till sex Oscars. Andra stora produktioner var Den oändliga historien (1984) och Rosens namn (1986), filmer som gjordes på engelska för en internationell marknad och ofta tillsammans med utländska partners. Bernd Eichinger etablerade sig som en ledande producent.
Samtidigt var 1970-talets regissörer verksamma, bland annat gjorde Fassbinder Berlin Alexanderplatz (1980), Werner Herzog Fitzcarraldo (1982) och Wim Wenders Himmel över Berlin (1987). En internationellt uppmärksammad film blev Christiane F. / Vi barn från Bahnhof Zoo. Edgar Reitzs Heimat blev en internationell framgång och följdes upp av Zweite Heimat och Heimat 3.

### Film i Östtyskland
Den östtyska filmen utvecklades för sig självt och kunde komma igång snabbare i och med att filmstaden i Babelsberg utanför Berlin låg i den sovjetiska zonen Babelsberg blev centrum för den östtyska filmen och DDR:s filmbolag DEFA. Babelsberg hade redan under Ufa-tiden varit ett slags tyskt Hollywood. Babelsberg har även efter DDR:s fall varit ett centrum för tysk film. Filmen i DDR blev precis som samhället i stort påverkad av SED-regimens politiska vilja.
DDR gjorde enstaka filmer som fick internationell uppmärksamhet. Der geteilte Himmel från 1964 av Konrad Wolf efter Christa Wolfs roman med samma namn blev en framgång liksom Die Legende von Paul und Paula (1973). Konrad Wolf gjorde även Solo Sunny från 1978. En annan framgång och kultklassiker blev filmen Heisser Sommer med Frank Schöbel i en av rollerna. 1970-talet innebar en dränering av skådespelare sedan den östtyska ledningen beslutat att frånta Wolf Biermann hans östtyska medborgarskap. Skådespelare som Katharina Thalbach, Manfred Krug och Armin Mueller-Stahl lämnade landet. Östtyskland producerade en hel del musikalfilmer, något som beskrivits i dokumentärfilmen East Side Story (1997).

## Från och med 1990

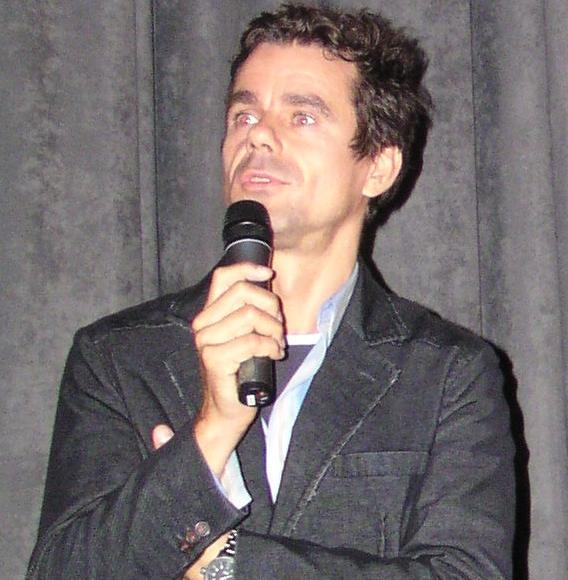
Tom Tykwer, regissör till bland andra Spring Lola

Under senare år har den tyska filmen stundtals kritiserats för att ha förlorat i kraft. Men man har samtidigt gjort flera kritikerrosade filmer som rönt uppskattning internationellt, till exempel Good Bye, Lenin!, Experimentet, Spring Lola med flera. 2007 tilldelades De andras liv en Oscar för bästa icke-engelskspråkiga film.
I Berlin finns vid Potsdamer Platz Filmmuseum Berlin som drivs av Stiftung Deutsche Kinemathek som visar filmens historia i Tyskland. Deutsche Kinemathek startade sin verksamhet 1963. De har ett omfattande arkiv med över 13 000 filmer.

### Filmer om Tysklands historia
Flera även internationellt framgångsrika tyska filmer under senare år tematiserar olika delar av Tysklands 1900-talshistoria. Good Bye, Lenin! tog ur komedins perspektiv an Östtyskland och den tyska återföreningen. Florian Henckel von Donnersmarcks De andras liv om det östtyska övervakningssamhället fick pris för bästa icke-engelskspråkiga film vid Oscarsgalan 2007. Östtyskland är även plats för handlingen i Christian Petzolds Barbara (2012) som bland annat fick Silverbjörnen för bästa regi vid Berlins filmfestival. 2005 uppmärksammades Oliver Hirschbiegels Undergången – Hitler och Tredje rikets fall som handlar om Hitlers sista dagar i Berlin 1945.
Röda armé-fraktionen och den tyska hösten 1977 behandlas i Uli Edels Der Baader Meinhof Komplex (2008), en film som skapade stor debatt. Den tysk-österrikiska samproduktionen Det vita bandet av Michael Haneke från 2009 tematiserar med utgångspunkt från en nordtysk by år 1914 auktoritär uppfostran och förtryck. Filmen vann Guldpalmen i Cannes.

## Berlinale

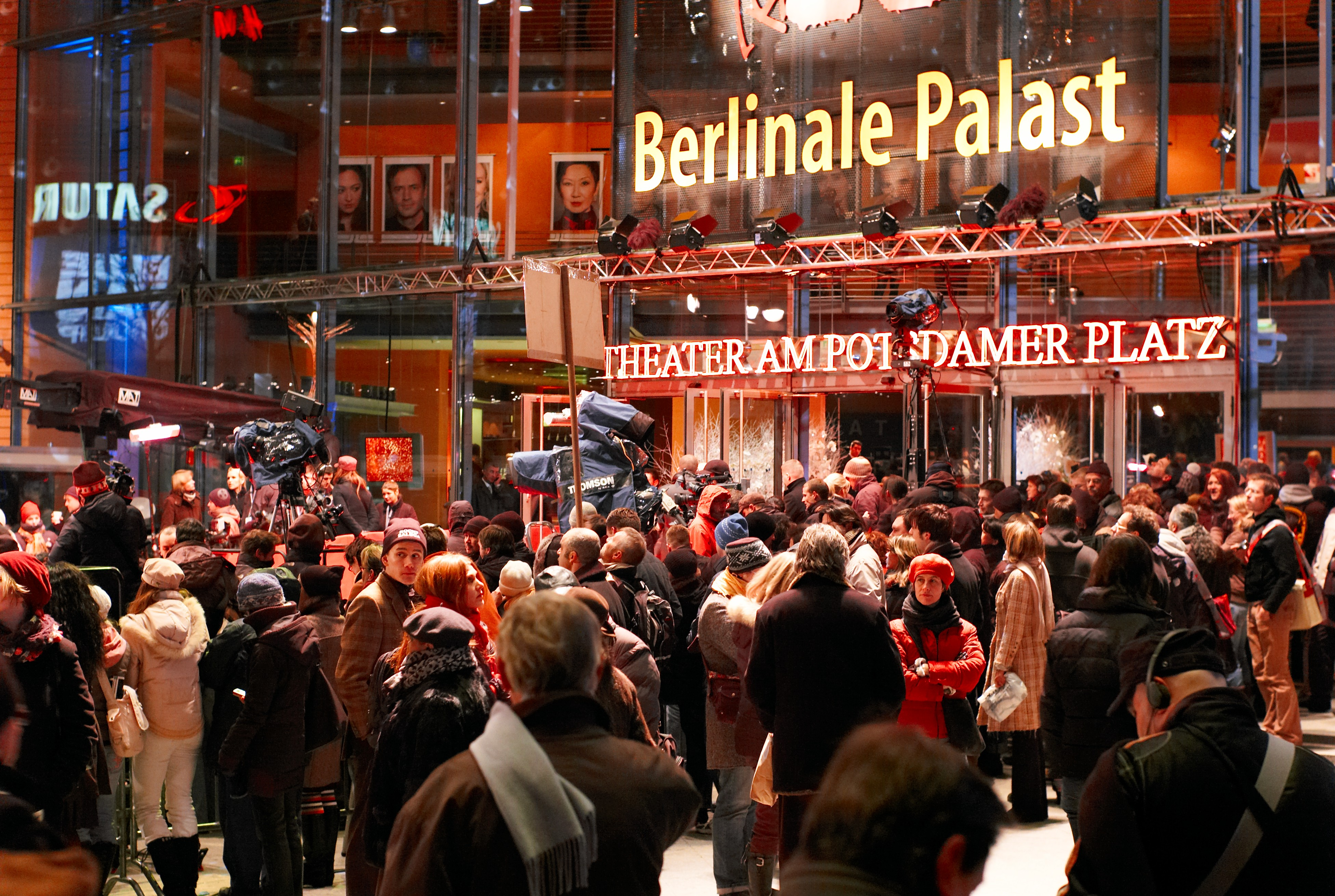
Berlinale Palast am Potsdamer Platz var 2008 plats för festivalen.

Filmfestivalen i Berlin egentligen Internationale Filmfestspiele Berlin eller kort Berlinale, är en årlig filmfestival i Berlin som tillhör världens stora filmfestivaler. På festivalen delas bl.a. priserna Guldbjörnen och Silverbjörnen ut.
Den första festivalen hölls 1951 och arrangerades varje sommar fram till 1978 då den flyttades till februari. Filmfestivalen går tillbaka till Oscar Martays initiativ. Martay var officer vid den amerikanska militärregeringen och stöttade Berlins filmindustri. Till detta hör flera lån som Martay ordnade hos den amerikanska militärregeringen för att kunna finansiera festivalen under dess första år. Den första filmfestivalen, eller Berlinale som man säger för det mesta ägde rum 6 juni 1951 med visningen av Alfred Hitchcocks Rebecca i Titania-Palast. Den första festivalens motto var "Schaufenster der freien Welt". 